# Alcis lectonia
Alcis lectonia là một loài bướm đêm trong họ Geometridae.